# Clelia Grillo Borromeo
Clelia Grillo Borromeo (Gènova, 29 de juny de 1684 - Milà, 23 d'agost de 1777) va ser una noble italiana aficionada a les ciències naturals i a les matemàtiques, organitzadora d'un saló de reunions científiques en el seu palau de Milà.

## Context familiar
Clelia Grillo pertanyia a una família nombrosa de la noblesa genovesa, filla de Marcantonio, duc de Mondragone i marquès de Clarafuente, i de la marquesa Maria Antònia Imperiali, i tenia dos germans i quatre germanes. La seva família era una de les més notables del nord d'Itàlia i una de les més il·lustres d'Europa.
Després de rebre formació a casa seva i posteriorment en el Monestir de la Misericòrdia, es va casar el 1707 amb el comte Giovanni Benedetto Borromeo Arese (el pare, el comte Carlo Borromeo Arese, era un dels homes més rics del Ducat de Milà i futur virrei del Regne de Nàpols), convertint-se així en comtessa de Borromeo. Va tenir vuit fills.
Clelia Grillo aviat va topar amb la família del seu marit, i en especial el seu sogre, per raons polítiques –el seu suport a l'opció espanyola– i familiars –l'educació seus fills, que l'avi volia d'acord amb les màximes cristianes, i la mare preferia basat en un coneixement més lliure i obert. També se la va criticar perquè acollia a casa seva personalitats no nobles, intel·lectuals i naturalistes d'Itàlia i de l'estranger. El mateix Montesquieu, per exemple, quan va arribar a Milà el 1728, acudí de seguida a conèixer la comptesse savante.

## Salo científic
Des que va arribar a Milà l'any 1707, Clelia Grillo va mantenir un saló intel·lectual a la seva residència del palazzo Borromeo, a la via Rugabella, que va ser un centre difusor de la nova ciència, on es parlava i es debatia sobre física, matemàtiques i ciències naturals i en general sobre la cultura il·lustrada. Quan conegué, el 1718, el científic, naturalista i metge, Antonio Vallisneri, el saló esdevingué, sota el seu mestratge, un important centre no institucional del debat cultural i científic a la ciutat. El saló fou conegut com l'Accademia Clelia dei Vigilanti, que arriba a redactar el 1719 els seus estatuts, concretats en dotze paràgrafs tot i que no va arribar a ser registrada com a tal. El seu objectiu era la difusió de les ciències experimentals i de les arts liberals. L'acadèmia va afavorir les investigacions sobre els animals i les plantes rares, i va difondre coneixements científics com les teories newtonianes i la filosofia leibniziana. Es va dissoldre l'any 1726.

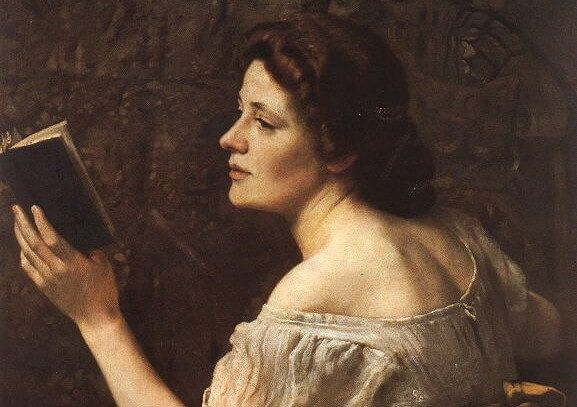
Ragazza che legge (1883), recreació de Clelia Grillo Borromeo feta per Otto Scholderer

La majoria dels seus manuscrits han desaparegut, però els testimonis dels visitants italians i estrangers documenten els coneixements científics i lingüístics de la comtessa, que havia rebut lliçons de matemàtiques i de física, tenia un gran interès per la geometria, les ciències naturals i les matemàtiques, i manejava com a mínim vuit llengües (el toscà, el llatí, el grec, el francès, l'castellà, l'alemany, l'anglès i l'àrab) La seva formació, deguda al seu interès i curiositat per les novetats científiques, es nodrí amb les discussions mantingudes amb els científics que visitaven el Palazzo, per la lectura de les fitxes del Giornale de' Letterati d'Italia, o la lectura de les obres de Muratori i les del mateix Vallisneri. Amb les dedicatòries i elogis agraïts provinents de Vallisneri i els altres estudiosos i científics coetanis a qui va donar suport, es va anar creant una imatge de l'aristòcrata com la dona més culta d'Itàlia i amb la ment més clara en aquells anys de 1720.
A la mort del seu marit el 1744, el palau va passar al seu fill primogènit Renato, i Clelia Grillo va marxar a viure amb una renda a la seva residència familiar de Milà.

## Posició política
Durant la Guerra de Successió Austríaca, Clelia Grillo va adoptar obertament una posició pro-espanyola, sobretot durant el (breu) domini espanyol de Milà el 1746. La recuperació de la ciutat pels austríacs la va obligar a fugir a Bèrgam, i després a Gorizia. L'exili va ser acompanyat de la confiscació dels seus béns. Després d'alguns anys de resistència, financerament esgotada, Clelia Grillo va cedir davant de l'emperatriu Maria Teresa I d'Àustria i va ser autoritzada a tornar a Milà. Va reobrir un saló de menor influència, dedicat a la història, la poesia i el teatre. Va morir el 23 d'agost de 1777 a l'edat de 93 anys, havent sobreviscut al seu marit i a sis dels seus vuit fills.